# Leone superstar - I grandi successi di Leone di Lernia
Leone superstar - I grandi successi di Leone di Lernia è una raccolta del 1999 di Leone Di Lernia.

## Tracce
1. The Rhythm of the Night (Ti si mangiate la banana) - 3:53
2. Uh, La La La (Ue' baccalà) - 4:07
3. No Tengo Dinero (Lo scudetto) - 3:34
4. Tic Tic Tac (Tric tric trac) - 3:50
5. Cio'... los... tress - 3:48
6. How Gee (Lasciame stè) - 4:08
7. Bailando (Magnando) - 3:52
8. Fiesta Flamenka (Pronto son papà) - 3:03
9. Day By Day (Tu sei gay) - 3:50
10. Fesso... (ca' nisciuno è fesso) Festival Version - 3:37
11. Killing Me Softly (Chill ca soffr) - 3:41
12. 2 The Night (Levati la giacchetta) - 4:05
13. All That She Wants (Cumba' Giuan) - 3:39
14. Gipsy Woman (Lalalì lalalà-Pesce fritto e baccalà) - 3:55
15. Restless (Tu non lo sai) - 4:02
16. Informer (Ho fame) - 3:28
17. Samba Reggae (Bevi stu chinotto-to) - 2:48
18. El Pam Pam (La pappa) - 3:57
19. Salut'm a Sord - 2:47
20. Balla-o Balla-o (Cana-us Cana-us) - 3:20